# Jean Schramme
Jean Schramme (Bruges, 25 marzo 1929 – Rondonópolis, 14 dicembre 1988) è stato un mercenario belga, soprannominato Black Jack, implicato nella guerra civile congolese degli anni sessanta.

## Biografia
Jean Schramme emigrò a diciotto anni d'età nel Congo, come proprietario di una piantagione. Secondo le cronache trattò senza razzismo i suoi agricoltori neri, anzi adottò tre bambini di colore, imparando lo swahili, la lingua locale.
Nel 1960 con l'indipendenza del Congo dal dominio belga, scelse di rimanere e continuare la propria attività imprenditoriale, ma alla fine fu implicato nella guerra civile che insanguinò il Congo per molti anni.
Formò un suo reparto con indigeni katanghesi e mercenari bianchi di lingua francese agli inizi del 1961 ed ebbe un ruolo importante nel tentativo di secessione della regione congolese del Katanga. Fu uno degli ultimi a lasciare il teatro di guerra dopo la disfatta, conducendo con sé i suoi uomini. Attese in Angola il ritorno di Moise Ciombe, poi marciò di nuovo sul Katanga.
Durante la guerra del 1964/65 contro i guerriglieri Simba, il suo "10° Codo" (abbreviazione di 10° Commando) fu di fatto indipendente.
Non prese parte alla prima rivolta mercenaria di Stanleyville del '66 (l'ammutinamento katanghese) e il suo reparto misto rimase intatto.
Come comandante mercenario arruolò una milizia composta da europei belgi, polacchi, francesi, sudafricani, italiani e neri. Nei ranghi del suo reparto il razzismo che connotava altri "Codo" come quelli di lingua inglese, era meno praticato e diffuso. Nel 1967 partecipò al colpo di Stato di Moise Ciombe contro Mobutu, in collaborazione con altri ufficiali mercenari, tra i quali il colonnello Bob Denard. Il tentativo si rivelò un disastro dal punto di vista militare, la popolazione di Kinshasa restò fedele al presidente. Schramme, che dopo il ferimento di Bob Denard ricopriva il grado di colonnello dell'armata katanghese, si ritirò nell'est del Congo, a Stanleyville, oggi Kisangani, poi guidò la lunga marcia per ripiegare su Bukavu, alla frontiera del Ruanda, che occupò il 10 agosto.
La sua compagnia di ventura, composta da centoventitré mercenari, tra i quali quindici italiani, e seicento gendarmi katanghesi, affrontò dal 29 ottobre al 5 novembre 1967 le truppe dell'Armata Nazionale Congolese, venti volte superiore per numero. Incalzata dalle forze nemiche, mancante di munizioni, con il sostegno di Bob Denard e dei soldati katanghesi completamente sfiniti, l'armata di Schramme ripiegò definitivamente in Ruanda, ove smobilitò la truppa.
Schramme e alcuni dei suoi compagni rimpatriarono in Belgio il 28 aprile 1968. Nel 1986 Schramme fu condannato in contumacia a vent'anni di reclusione per l'uccisione di una spia. Stabilitosi in Portogallo, protetto dai locali servizi segreti, Schramme emigrò poi in Brasile, ove morì il 14 dicembre 1988.

## Scritto
- Jean Schramme, Le bataillon Léopard, 1969.